# Lishi, Heping
Lishi  är en köping i sydöstra Kina. Den ligger i Heping härad i staden Heyuan i provinsen Guangdong, omkring 210 kilometer nordost om provinshuvudstaden Guangzhou. Antalet invånare är 13 806. Befolkningen består av 6 820 kvinnor och 6 986 män. Barn under 15 år utgör 29,0 %, vuxna 15-64 år 59 %, och äldre över 65 år 10,0 %.